# Очеретенко Людмила Юхимівна
Людмила Юхимівна Очеретенко (18 травня 1950 р., м. Дніпропетровськ) — біохімік, кандидат біологічних наук, професор кафедри хімії Уманського національного університету садівництва. Автор близько 100 наукових праць, серед яких монографії, навчальні посібники, брошури, статті.